# Sakura Miyawaki
Sakura Miyawaki (宮脇 咲良 Miyawaki Sakura?, Kagoshima, Prefectura de Kagoshima, 19 de marzo de 1998) es una cantante y actriz japonesa. Fue miembro del grupo idol japonés HKT48 y del grupo femenino surcoreano-japonés Iz*One desde octubre de 2018 hasta abril de 2021. Actualmente es integrante de Le Sserafim, bajo la compañía Source Music.

## Carrera

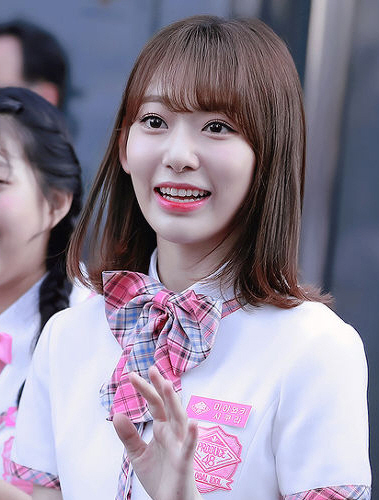
Sakura en 2018, como participante del "reality" de supervivencia "Produce 48"

### 2011-2017: Inicios de su carrera
Sakura se unió a HKT48 como aprendiz de primera generación en julio de 2011. Hizo su primera aparición oficial como miembro de HKT48 el 23 de octubre en un evento nacional con la canción «Flying Get» y debutó en el teatro el 26 de noviembre con una reposición del escenario del tema «Te wo Tsunaginagara», del Equipo S de SKE48. Ascendió oficialmente a miembro del Equipo H de HKT48 el 4 de marzo de 2012 junto con otras 15 aprendices.
En 2012, Miyawaki se convirtió en la primera integrante de HKT48 en clasificarse en las elecciones generales de AKB48. Recibió 6635 votos y con ello alcanzó el puesto 47. Más tarde ese año, consiguió su primera participación en el 28º sencillo de AKB48, titulado «Uza». Aunque no apareció en los dos siguientes sencillos, participó el tema 31, «Sayonara Crawl», lanzado el 22 de mayo de 2013, y se ubicó en el puesto 26 en las elecciones generales de 2013 de AKB48 con 25 760 votos.
La primera participación de Miyawaki con HKT48 fue con los sencillos «Suki! Suki! Skip!» (Like! Like! Skip!) y «Melon Juice». El 11 de enero de 2014 se anunció que Miyawaki sería transferida al recién formado Equipo KIV. Posteriormente, en el Gran Festival de Reforma del Grupo de AKB48, ascendió a vicecapitana del Equipo KIV y se le otorgó un puesto concurrente en el Equipo A de AKB48.
Miyawaki participó en las elecciones generales de AKB48 de 2014 y se ubicó en el puesto 11 con 45 538 votos, por lo que participó en el tema «Kokoro no Placard». En el torneo piedra-papel-tijera de ese año, Miyawaki perdió en la tercera ronda de la competencia preliminar. Sin embargo, la gerencia decidió que compartiría la posición central con la ganadora Mayu Watanabe para el sencillo número 38 de AKB48, «Kiboteki Refrain», por lo que se convirtió en la primera miembro local de HKT48 en tener la posición principal para un sencillo del grupo.
En 2015, Miyawaki obtuvo el papel principal en el drama Majisuka Gakuen 4 de AKB48 junto con Haruka Shimazaki. La temporada se estrenó el 19 de enero. En ese año ocupó el séptimo lugar en la elección general con 81 422 votos. En julio de 2015 lanzó su primer fotolibro, titulado Sakura, que alcanzó el primer lugar en la lista semanal de fotolibros de Oricon y el número 3 en la lista general de libros.

### 2018-2021:Produce 48, Iz*One y graduación de HKT48
En 2018, Miyawaki participó en el programa de supervivencia de telerrealidad Produce 48. Terminó en el segundo lugar, por lo que se convirtió en miembro del grupo coreano-japonés Iz*One y debutó en octubre de ese mismo año. Ella y las otras dos miembros japonesas del grupo tomaron un descanso de sus respectivos grupos japoneses hasta que sus contratos con Iz*One expiraron en abril de 2021. También inició su propio canal de videojuegos en YouTube.
Después de la separación de Iz*One en abril de 2021 se filtró un avance de su entrevista para la edición de julio de la revista Vivi, en el que se reveló que dejaría HKT48. El 15 de mayo de 2021, Miyawaki confirmó su salida del grupo y programó su concierto de graduación para el 19 de junio. Una versión corta del video musical de su canción de graduación se publicó en YouTube el 14 de junio, mientras que el audio oficial se lanzó el 20 de junio; el 27 de junio hizo su presentación final con HKT48. En mayo de 2021, Miyawaki se convirtió en la cara de la marca de cuidado del cabello Kerastase y de la marca china de cosméticos Flower Knows. El 1 de noviembre de 2021, Vernalossom anunció que el contrato de la empresa con Miyawaki había terminado.

### 2022–presente: Source Music y A.M. Entertainment
El 14 de marzo de 2022, Source Music anunció que tanto Miyawaki como Kim Chae-won —ambas exintegrantes de Iz*One— habían firmado contratos exclusivos con la compañía y debutarían en mayo como miembros de Le Sserafim. El 21 de marzo de 2022, la agencia japonesa A.M. Entertainment confirmó mediante un anuncio en su página web que Sakura se había unido a la compañía para sus actividades individuales en Japón.

## Discografía

### Composiciones
Todos los créditos han sido adaptados de la base de datos de la Korea Music Copyright Association.
| Título                                          | Año  | Artista     | Álbum          | Notas                       | Ref.   |
| ----------------------------------------------- | ---- | ----------- | -------------- | --------------------------- | ------ |
| «Love Bubble»                                   | 2019 | Iz*One      | Vampire        | Como letrista               | [ 22 ] |
| «With*One»                                      | 2020 | Iz*One      | Oneiric Diary  | Como letrista               | [ 22 ] |
| «Secret Story of the Swan» (versión en japonés) | 2020 | Iz*One      | Oneiric Diary  | Como letrista               | [ 22 ] |
| «Yummy Summer»                                  | 2020 | Iz*One      | Twelve         | Como letrista y compositora | [ 22 ] |
| «Fiesta» (versión en japonés)                   | 2020 | Iz*One      | Twelve         | Como letrista               | [ 23 ] |
| «Zuttomo Project»                               | 2021 | =Love       | Weekend Citron | Como letrista               | [ 24 ] |
| «Good Parts (when the quality is bad but I am)» | 2022 | Le Sserafim | Antifragile    | Como letrista y compositora | [ 22 ] |
| «피어나 (Between you, me and the lamppost)»     | 2023 | Le Sserafim | Unforgiven     | Como letrista y compositora | [ 22 ] |

## Filmografía

### Películas
| Año  | Título                                                      | Rol        | Notas                 | Ref.   |
| ---- | ----------------------------------------------------------- | ---------- | --------------------- | ------ |
| 2016 | Documentary of HKT48: The Night Theatre Manager Ozaki Cried | Ella misma | Documental            | [ 25 ] |
| 2016 | Raison D'etre: Documentary of AKB48                         | Ella misma | Documental            | [ 26 ] |
| 2019 | Diner                                                       | Camarera   | Cameo                 | [ 27 ] |
| 2020 | Eyes On Me: The Movie                                       | Ella misma | Película de concierto | [ 28 ] |

### Series de televisión
| Año  | Título                                       | Notas            |
| ---- | -------------------------------------------- | ---------------- |
| 2015 | Majisuka Gakuen 4                            | NTV              |
| 2015 | AKB Horror Night – Adrenaline no Yoru        | TV Asashi, ep.5  |
| 2015 | Majisuka Gakuen 5                            | NTV              |
| 2016 | AKB Love Night Koi Koujou                    | TV Asashi, ep.29 |
| 2016 | Cabasuka Gakuen                              | NTV              |
| 2016 | Doctor Y                                     | TV Asian Video   |
| 2016 | Yuusha Yoshihiko to Michibikareshi Shichinin | TV Tokyo, ep.9   |
| 2016 | CROW'S BLOOD                                 | Hulu             |
| 2017 | Tofu Pro Wrestling                           | TV Asashi        |
| 2018 | Shanghai Love Map                            | iQiyi, ep.5      |